# Oeiras
Oeiras (portugál kiejtésben:  [oˈɐjɾɐʃ] kiejtéseⓘ) egy település Lisszabon metropoliszának nyugati területén, a Nagy-Lisszabon szubrégióban, a kontinentális Portugáliában, mintegy 16 kilométerre a fővárostól. Az ötödik legsűrűbben lakott terület Portugáliában, a 2011-es népszámlálás szerint 172 120 fő 45,88 km2-en.

## Közigazgatás
Oeiras városrészei
- Algés, Linda-a-Velha e Cruz Quebrada/Dafundo
- Barcarena
- Porto Salvo
- Carnaxide e Quejias
- Oeiras e São Julião da Barra, Paço de Arcos e Caxias

## Közlekedés
A települést vasút köti össze a fővárossal, több állomással, ezek:
- Algés
- Cruz Quebrada
- Caxias
- Paco de Arcos
- Santo Amaro
- Oeiras

## Fordítás
- Ez a szócikk részben vagy egészben  az   Oeiras, Portugal című angol Wikipédia-szócikk ezen változatának fordításán alapul.  Az eredeti cikk szerkesztőit annak laptörténete sorolja fel. Ez a jelzés csupán a megfogalmazás eredetét és a szerzői jogokat jelzi, nem szolgál a cikkben szereplő információk forrásmegjelöléseként.